# 荒尾之茂
荒尾 之茂（あらお これしげ、1889年（明治22年）8月31日 - 1962年（昭和37年）1月22日）は、日本の華族（旧鳥取藩国老、男爵）。旧姓・池田。

## 経歴
東京府士族・池田武吉の二男。1894年、荒尾成富の養子となり、家督を相続する。幼より武士的教育を課せられる。1906年、養父成富の勲功により、華族に列し、男爵を授けられる。1909年、叙従五位。
その後健康が勝れなかったので、しばらく鳥取県米子市寺町の妙興寺に居を移し、静養する。多年三井合名会社に在勤する。1918年、鳥取県西伯郡米子町小学校基本財産として四分利公債証書額面金200円を寄付する。
1945年3月15日の東京大空襲で邸宅が全焼、京都の仮寓で1962年1月22日に亡くなる。法名は、松柏院殿清修成茂大居士。墓所は、米子市博労町2丁目、黄檗宗の祥光山了春寺。

## 人物
宗教は神道。住所は東京府豊多摩郡千駄ヶ谷町大字原宿、東京市麹町区二番町。

## 家族
荒尾家
荒尾家の祖荒尾空善は尾張国知多郡荒尾谷（現・愛知県東海市）に在って織田信長に属し、のち池田信輝に仕え、以後代々家老となる。また池田光仲が鳥取に封ぜられた時に伯耆国米子を預かり成直に至り、1万5千石を領有する。
- 養父・成富[6][8]
- 養姉・やす（1862年 - ?、養父・成富の長女）[3]
- 先妻・有子（1888年 - ?、三井高保の三女[1]、三井高精の妹[12]）
- 後妻・須賀子[2]（1907年 - ?、伯爵・冷泉為系の長女）[6]
- 養子・利就（としなり、1915年 - ?、荒尾良三の長男）[9]
  - 同妻・すみ子（1918年 - ?、丸勘一郎の三女）[9]